# Johann Volkhard von Concin

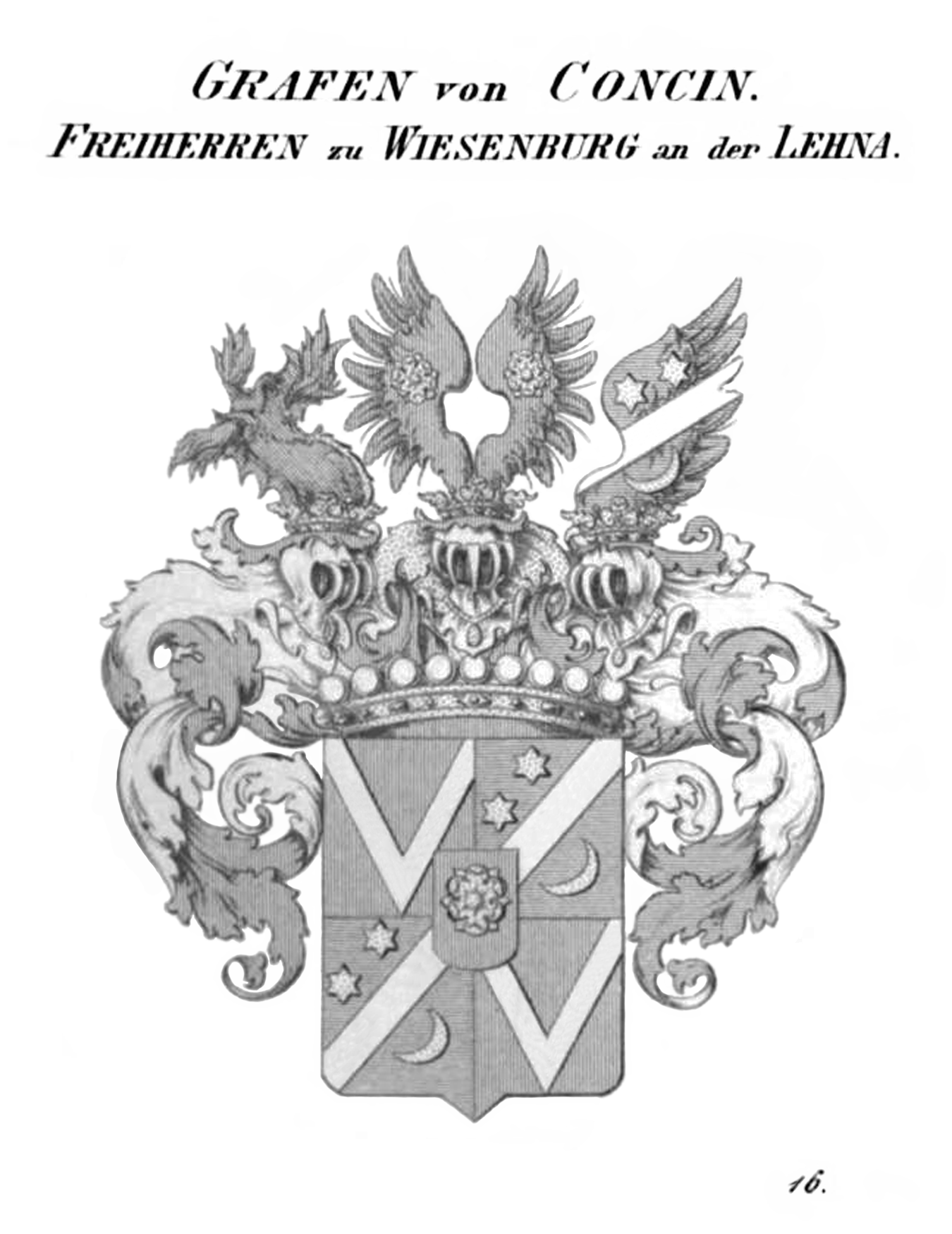
Wappen der Grafen von Concin

Johann Volkhard Graf von Concin (* um 1640 in Wocking; † 25. Januar 1713 in Wien) war ein österreichischer Kämmerer, Hofkammervizepräsident, Wirklicher Geheimrat und Obersthofmeister.  

## Leben
Er war Angehöriger des Adelsgeschlechts Concin, das aus der Toskana stammte und über Welschtirol nach Niederösterreich kam. Seine Eltern waren der Hofkammerrat Ehrenreich Christoph von Concin (* um 1605; † 1656) und dessen Ehefrau Maximiliana geb. von Zinzendorf (* 1610; † 1642), der Tochter von Joachim Freiherr von Zinzendorf und Puttendorf und dessen Ehefrau Judith geb. von Liechtenstein zu Nikolsburg, einer Schwester Karl I. erster Fürst von Liechtenstein. Kaiser Leopold I. ernannte ihn am 21. November 1672 zum Kämmerer. 1685 stieg er zum Obersthof-Silberkämmerer auf. Von 1691 bis 1695 stand er als Vizepräsident der Hofkammer vor. 1695 avancierte er zum Wirklichen Geheimen Rat. Schließlich fungierte er von 1705 bis zu seinem Tod als Obersthofmeister der Erzherzogin Maria Elisabeth, der Tochter Kaiser Leopold I. Johann Volkhard von Concin war verheiratet mit der kaiserliche Hofdame und Sternkreuzordensdame Maria Catharina Reichsgräfin Truchsess-Waldburg zu Scheer († 1720), der Tochter von Otto Reichsgraf von Truchsess-Waldburg zu Scheer und dessen Ehefrau Maria Sidonia geb. Gräfin von Schlick. Die Ehe blieb kinderlos. Johann Volkhard von Concin starb als letzter seiner Linie und wurde in der Augustiner-Hofkirche begraben. Seine Witwe heiratete in zweiter Ehe einen Grafen von Praaß.